# Evropská silnice E55
Mezinárodní silnice E55 je páteřní severojižní evropská silnice, mezinárodní trasa vedená střední a jižní Evropou. Vede od Baltského moře přes Čechy a Alpy, pak po západním (italském) pobřeží Jaderského moře a po východním (řeckém) pobřeží moře Jónského. Je dlouhá 3305 km, prochází sedmi (de facto šesti) státy a třemi hlavními městy. Na trase je třikrát přerušena a vedena po trajektu.
Při reformě číslování evropských silnic v 80. letech byl pod číslo E55 převeden také téměř 1600 km dlouhý úsek silnice E4 ve Švédsku; celková délka silnice tak měla být skoro 5000 km. Skandinávské země však již měly evropská čísla integrována do svého systému číslování (tyto silnice neměly žádné jiné „národní“ označení), takže výměna veškerého značení by byla extrémně nákladná a Švédsko (a také Norsko v případě silnice E6, která měla mít nově číslo E47) odmítlo změnu aplikovat. Silnice E4 a E6 tak nakonec dostaly výjimku a na švédském a norském území jim zůstalo původní označení.
Reálně není v terénu jako E55 označen ani oficiální začátek v Helsingborgu (čili Švédskem vede E55 pouze formálně) a značná část dánského úseku. Teprve od Køge, kde končí peáž se silnicí E20, je E55 označena (společně s E47).

## Trasa
Švédsko
- Helsingborg (E4, E6, E47→)

trajekt  Helsingborg –  Helsingør
 Dánsko
- Helsingør – Kodaň (E20→) – Køge (→E20) –  Vordingborg – (→E47)
- Ønslev – Nykøbing Falster – Gedser

trajekt  Gedser –  Rostock
 Německo
- Rostock (E22) – Wittstock/Dosse
- (E26→) – Neuruppin –
- Berlín (→E26, E28, E30, E36→, E51, E251)
- – Lübbenau/Spreewald (→E36) –
- Drážďany (E40)
- – Pirna – Breitenau

 Česko
- Krásný Les – Ústí nad Labem (E442) –
- Praha (E48, E50→, E65→, E67)
- – Mirošovice (→E50, →E65)
- – Mezno
- – Tábor
- 3 - obchvat České Budějovice (E49, E551)
- - Kaplice-nádraží
- – Dolní Dvořiště

 Rakousko
- B310 Wullowitz –
- Freistadt – Unterweitersdorf
- Gallneukirchen – Linec
- (E60→, E552) – Sattledt (E56, E57) – Salcburk (→E60)
- – Radstadt – Spittal an der Drau (E66→) – Villach (E61, →E66)
- – Arnoldstein

 Itálie
- Tarvisio – Udine – Palmanova
- (E70→) – Portogruaro – Quarto d'Altino (→E70)
- Marcon – Benátky-Mestre
- Marghera – Chioggia – Ravenna
- Cesena (E45) – Rimini – Ancona – Pescara/Chieti (E80) – Foggia – Canosa di Puglia (E842) – Bari (E843)
- Bari – Fasano
- – Brindisi (E90→)

trajekt  Brindisi –  Igumenica
 Řecko
- Igumenica (→E90) – Preveza
- – Vonica
- – Amfilochia
- (E951) – Mesolongi – Antirrio  – Most Rio-Antirio (E65) – Patra
- – Pyrgos – Kalo Nero
- – Oichalia
- (E65→) – Kalamata

## E55 v Česku
V Česku patří E55 mezi páteřní silnice a velmi vytížené tranzitní trasy. V severním úseku z Německa k Praze je od roku 2017 vedena kompletně po dálnici D8. Prahu by trasa E55 měla objíždět po okružní dálnici D0, z níž je však dosud (2023) v provozu jen malá část a tranzit je veden převážně po městském okruhu a různých víceproudých přivaděčích – ulice Cínovecká, Kbelská, Vysočanská radiála, dále Štěrboholská radiála, Jižní spojka a Spořilovská spojka. V tomto druhém úseku je souběžně s E55 vedena i její sousední páteřní evropská silnice E65. 
Jižní část české E55 z Prahy do Rakouska by výhledově měla vést po dálnici D3, z níž je dosud dokončen úsek z Mezna do Kaplice-nádraží a silnici II/157. Zbytek trasy je veden vesměs po státní silnici I/3, z Prahy do Mirošovic pak po dálnici D1 společně s E50 a E65. Blíže realizaci je úsek D3 z Kaplice-nádraží na hranice s Rakouskem, který by měl být dokončen roku 2027. Trasování D3 na území Středočeského kraje, tedy mezi pražským okruhem (D0) a napojením u Mezna, je předmětem dlouhodobých sporů; momentálně (2023) je na rok 2027 plánováno teprve zahájení výstavby. 
Alternativní spojení Praha–České Budějovice je po dálnici D4 a silnici I/20 přes Písek, které je jen o 10 km delší a v případě kolapsu na D1 nebo I/3 může být i rychlejší.

### Mediální obraz
„Silnice E55“ se v českém prostředí stala v 90. letech symbolem domácí prostituce. Ta se po pádu Železné opony a otevření hranic velmi rozšířila podél frekventovaných českých silničních tahů na hranice s Německem, a zejména takto proslul tehdejší úsek E55 (silnice I/8) z Teplic přes Dubí na hraniční přechod Cínovec.

## Galerie

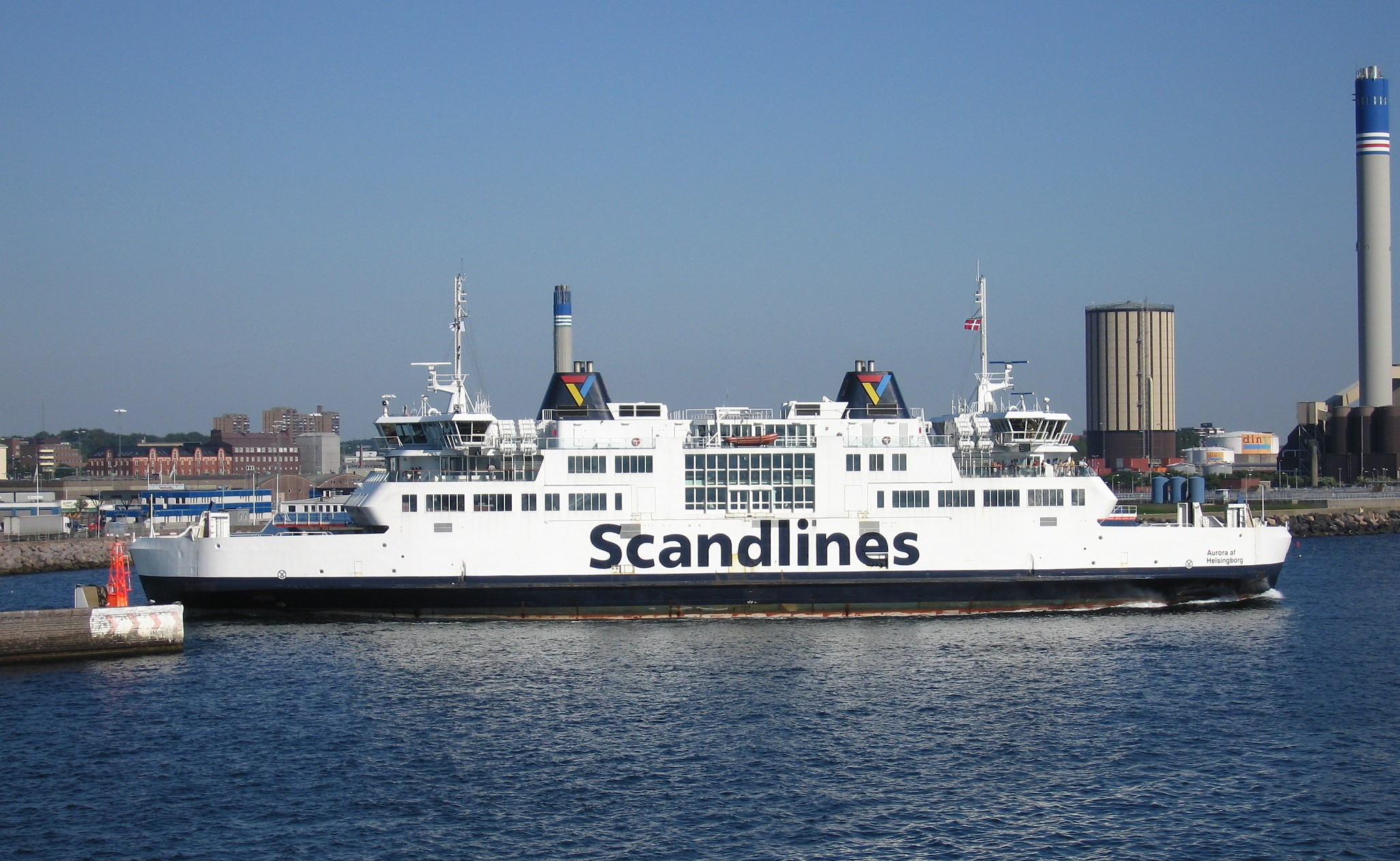
Švédsko: trajekt do Helsingborgu
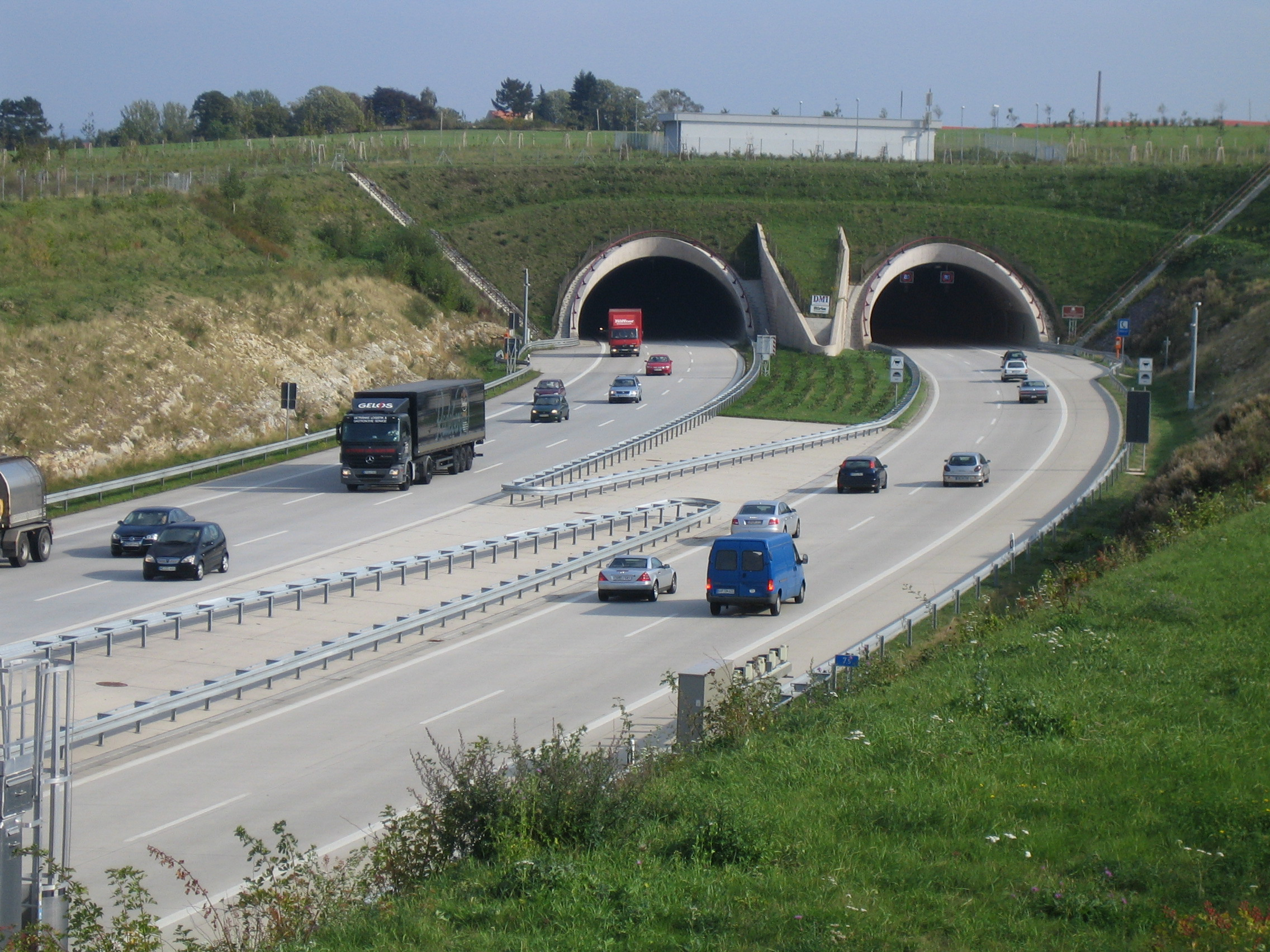
Německo: vjezd do tunelu na A17 v Drážďanech
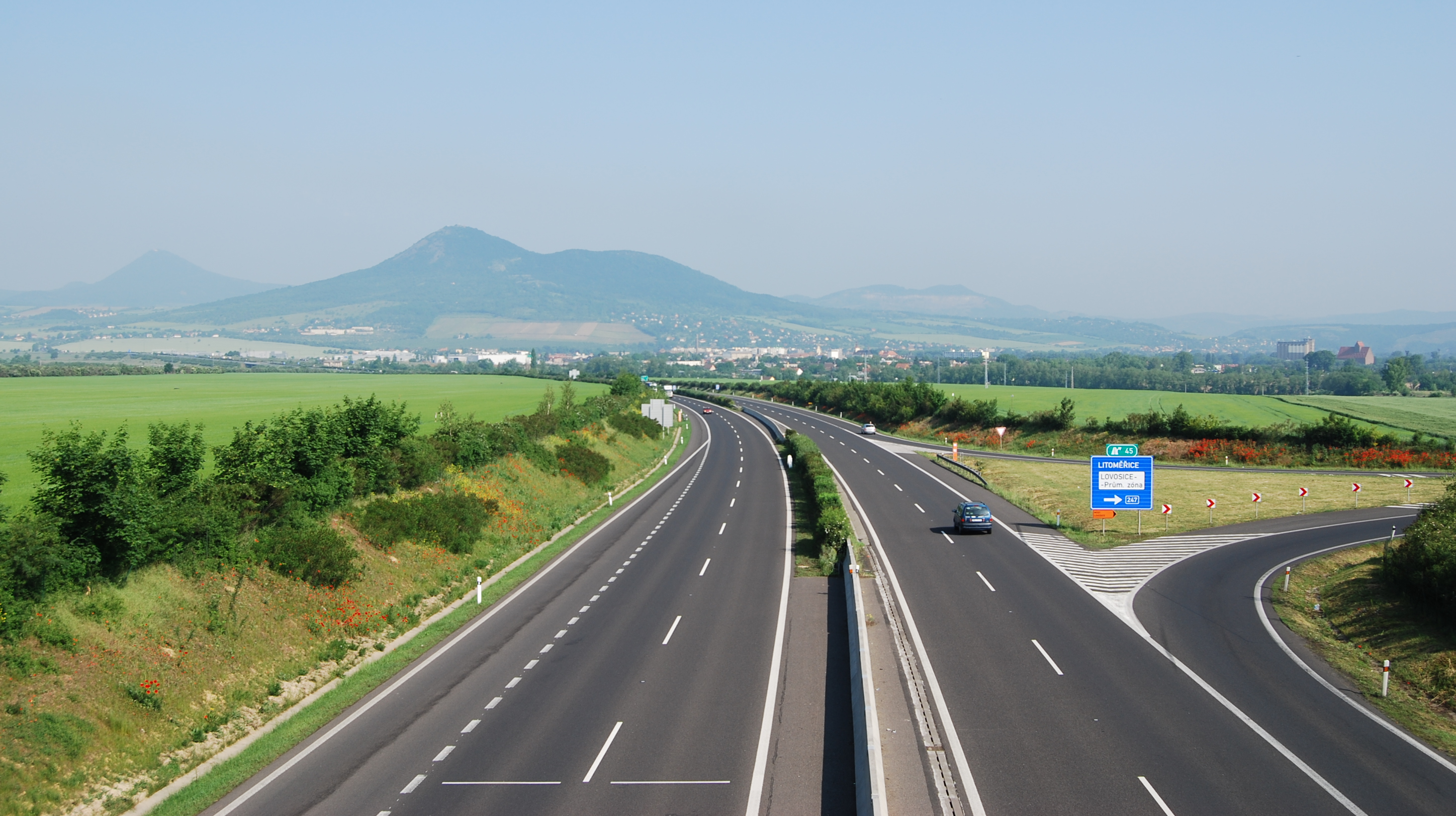
Česko: dálnice D8 u Lovosic
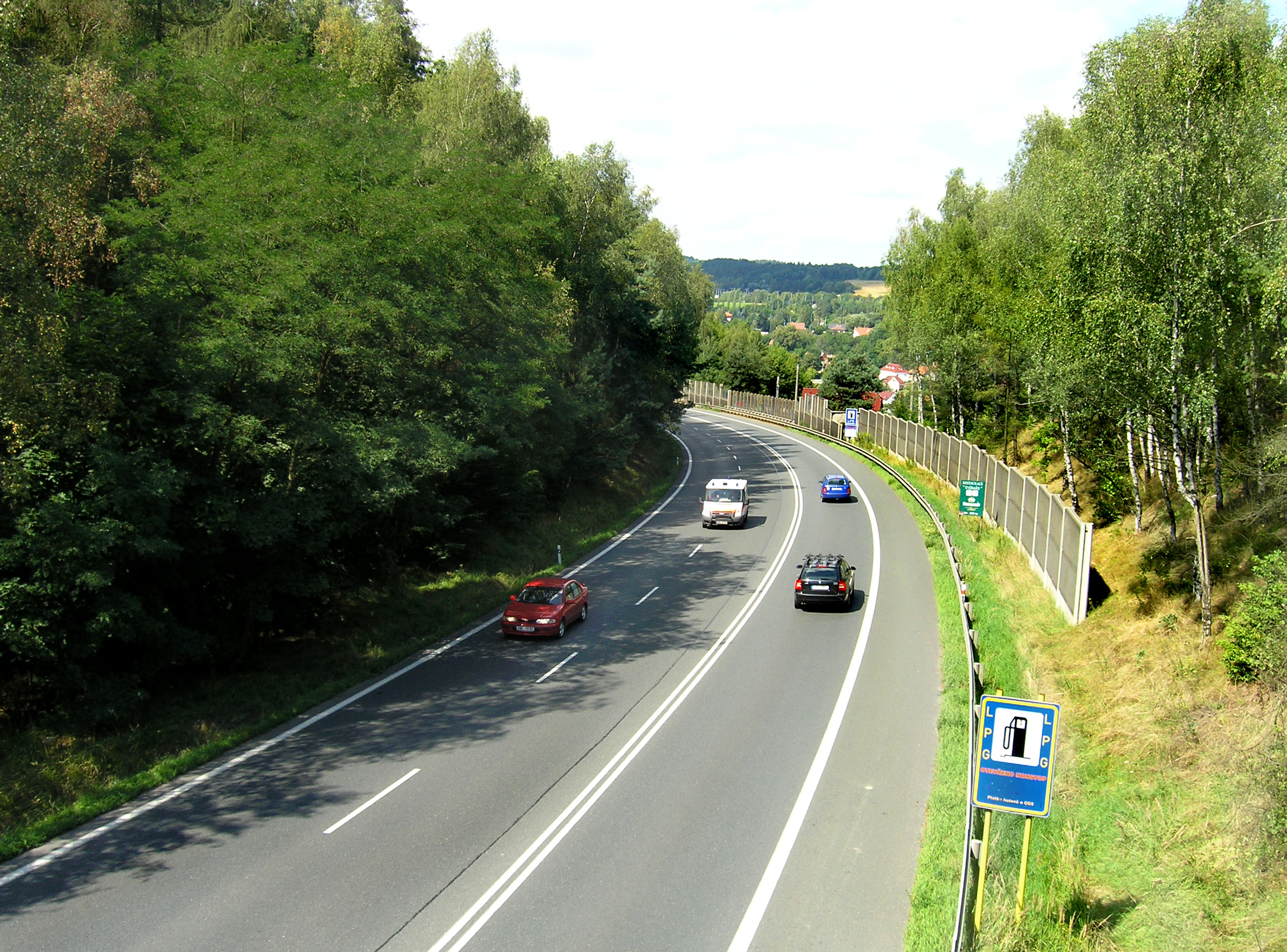
Česko: silnice I/3 u Mirošovic